# Impredicatividade
Em matemática e lógica, impredicatividade é a propriedade de uma definição autorreferenciável. Mais precisamente, a definição é chamada impredicativo se ela chamar (mencionar ou quantificar) o próprio conjunto que já está sendo definido, ou (mais comumente) outro conjunto que contenha o conjunto que está sendo definido.
O Paradoxo de Russell é um famoso exemplo de construção de um impredicativo, ou seja, o conjunto de todos os conjuntos que não contêm eles mesmos. O paradoxo acontece se o tal conjunto contém ele próprio ou não — se ele contiver então, por definição, ele não deveria conter a si mesmo, e se ele não contiver, então, por definição, ele deveria conter a si mesmo.
O maior limite inferior de um conjunto X, glb(X), também tem uma definição impredicativa; y = glb(X) se e somente se para todos os elementos x de X, y for menor ou igual a x, e qualquer z menor ou igual a todos os elementos de X é menor ou igual a y. Apesar disso, essa definição também quantifica o conjunto (potencialmente infinito, dependendo da ordem em questão) cujos elementos são o limites inferior de X, sendo um deles o próprio limite inferior. O predicativismo de Hence rejeitaria essa definição.
A noção oposta de impredicatividade é o predicatividade, que essencialmente constrói teorias estratificadas (ou ramificadas) onde a quantificação de níveis menores resultam em variáveis de um novo tipo, diferentes dos tipos de menor nível que a variável consegue alcançar. Um exemplo simples seria a da teoria intuicionista, que possui a ramificação, mas descarta a impredicatividade.

## História
O princípio do círculo vicioso foi sugerido por Henri Poincaré (1905-6, 1908) e Bertrand Russell no aparecimento dos paradoxos como essencial na legitimação das especificações do conjunto. Conjuntos que não seguem essas especificações são chamados de impredicativos. 
O primeiro paradoxo moderno apareceu no livro A question on transfinite numbersde Cesare Burali-Forti publicado em 1897 e se tornaria conhecido como o paradoxo de Burali-Forti. Cantor aparentemente teria descoberto o mesmo paradoxo em sua "ingênua" teoria dos conjuntos (de Cantor) e se tornaria conhecido como o paradoxo de Cantor. Russell tomou consciência do problema em Junho de 1901 ao ler o tratado da matemática lógica de Frege, no seu livro Begriffsschrift publicado em 1879; a derradeira declaração de Frege é a seguinte:
"Por outro lado, também é possível que o argumento seja determinável e a função indeterminável".
Em outras palavras, dada uma função f(a), a funçãof é a variável  e a é a parte que não varia. Então por que não substituir o valor f(a) pelo próprio f? Imediatamente, Russell escreveu uma carta a Frege mostrando que:
"Você afirma... que a função também pode atuar como um elemento. Acreditei nisso de início, mas agora parece-me bastante duvidoso por causa da seguinte contradição. Seja w o predicado: ser um predicado que não se predica. É possível que w seja seu próprio predicado? Para cada resposta segue sua oposta. Então concluímos que w não é um predicado. Da mesma forma, não existe classe (como uma totalidade) como cada uma daquelas classes que se totalizaram, elas não pertencem a si mesmas. A partir disso concluo que, sob certas circunstâncias, uma coleção definível não forma uma totalidade.".
Prontamente, Frege respondeu a Russel reconhecendo o problema:
"Sua descoberta da contradição me causou uma grande surpresa e, eu até diria que quase uma pavor, já que balançou a base em que eu pretendia construir aritmética".
Enquanto o problema trouxe más consequências pessoais para ambos os homens(os dois tinham trabalhos nas gráficas a serem corrigidos), van Heijenoort observava  que "O paradoxo chocou o mundo dos lógicos', e os estrondos são sentidos até hoje. ... O paradoxo de Russell, que utiliza noções básicas de conjunto e elemento, se encaixa perfeitamente no campo da lógica. O paradoxo foi primeiramente publicado por Russel em The principles of mathematics (1903) onde é discutido em grandes detalhes...". Russell, após 6 anos de falsos começos, eventualmente responderia o porquê da sua teoria dos tipos publicada em 1908 propondo seu axioma da reducibilidade. Esse axioma diz que qualquer função coexiste com o que ele chama de função predicativa: uma função em que os tipos das aparentes variáveis não vão além dos tipos dos argumentos". Mesmo assim esse axioma foi recebido com certa resistência por todos os estudiosos.
A rejeição de objetos matemáticos definidos por impredicatividade (enquanto que aceitando os números naturais como classicamente entendíveis) direcionou a uma a uma postura na filosofia da matemática conhecida como predicativismo, defendido por Henri Poincaré e Hermann Weyl no seu livro Das Kontinuum. Poincaré e Weyl argumentavam que as definições impredicativas são problemáticas apenas quando um ou mais subconjuntos são infinitos.
Ernst Zermelo em seu A new proof of the possibility of a well-ordering publicado em 1908 apresenta uma seção inteira "b. Objeção quanto a definição não predicativa" onde ele argumentava contra "Poincaré (1906, p. 307) [que declara que] uma definição é 'predicativa' e logicamente admissível apenas se excluir todos os objetos que são dependentes da noção definida, isto é, que pode de alguma maneira ser determinado por isso. Ele dá dois exemplos de definição impredicativa -- (i) a noção de correntes de Dedekind e (ii) "numa análise em qualquer lugar que o máximo ou o mínimo de um conjunto Z de números previamente definido é utilizado em inferências mais complexas. Isso ocorre, por exemplo, na conhecida prova do teorema fundamental da álgebra de Cauchy, e até aquele momento ninguém ainda havia pensando em considerar isso como algo ilógico". Ele termina sua seção com a seguinte observação: "Uma definição deve muito bem estar baseada em noções que são equivalentes às que estão sendo definidas; de fato, em toda definiçãodefiniens e definiendum são noções equivalente e a severa observação da exigência de Poincaré tornaria cada definição, e,consequentemente, toda a ciência, impossível".
O exemplo de Zermelo do mínimo e máximo de um conjunto de números previamente "completo" reaparece no livro Kleene 1952:42-42 onde Kleene utiliza o exemplo do menor limite superior em sua discussão sobre definições impredicativas; Kleene  não resolve o problema. Nos próximos parágrafos ele discute sobre a tentativa de Weyl em 1918 em seu livro Das Kontinuum de eliminar as definições impredicativas e sua falha em reter o "teorema em que um conjunto arbitrário M não vazio de números reais com limite superior tem um menor limite superior (Cf. também Weyl 1919.)".
Ramsey argumentou que definições "impredicativas" podem ser inofensivas: por exemplo, a definição de "A maior pessoa na sala" é impredicativa, desde que dependa de um conjunto de coisas em que ela seja um elemento, isto é, o conjunto de todas na sala. Na matemática, um exemplo de uma definição impredicativa é o menor número num conjunto, que é formalmente definido como:y = min(X) se e somente se para todos os elementos x de X, y for menor ou igual a x, e y pertencer a X.
Burgess (2005) discute as teorias de predicativo e impredicativo discusses predicative and impredicative em certo ponto, no contexto da lógica de Frege, Aritmética de Peano, aritmética de segunda ordem, e da teoria axiomática dos conjuntos.